# San Francisco de Conchos
San Francisco de Conchos è un comune del Messico, situato nello stato di Chihuahua.